# Стадион ФК ИМТ
Стадион ФК ИМТ је фудбалски стадион у Београду на којем игра ФК ИМТ. Стадион се налази на Новом Београду, а има капацитет од 1150 седећих места.

## Опште информације
Стадион се налази на адреси Париске комуне 20а, код Хале спортова Ранко Жеравица и Графичке школе у новобеоградском Блоку 5. Током 2013. године стадион је реконструисан. На две трибине стадиона постављене су 1150 столица које су се некад налазиле на стадиону Партизана. Травната подлога је квалитетна, а поред главног постоји и помоћни терен на коме се налазе рефлектори. Навијачи стадион још називају и „Old Traktor Arena”.